# Plaza de la Cantera (Bilbao)
Plaza de la Cantera (en euskera Harrobi Plaza) es una plaza de Bilbao ubicada en el barrio de San Francisco y situada entre la calle Vitoria-Gasteiz y la calle Concepción. 

## Origen
En 1793 esta zona era conocida como Arrikoetxea. Ell 6 de junio de 1872 se cambia el nombre por decisión municipal, y se califica como plaza en 1885 con base en la necesidad de crear un espacio público abierto en el barrio, para favorecer la salubridad de una zona que albergaba a gran cantidad de población.
El nombre de esta plaza proviene del camino que llevaba a la cantera de piedra caliza y cayuela que existía en la falda del monte Pagasarri. También se denominó Plaza de Pablo Iglesias, en 1926, y Plaza del doctor Albiñana en 1937. Recuperó su nombre original en el año 1943.

## Contexto
Al finalizar la guerra carlista de 1872-1876 comenzó la explotación intensiva de las minas de hierro y la industrialización de Bilbao requirió mano de obra, que derivó en un gran aumento de la población. Esta población migrante, llegaba a zonas desprovistas de equipamientos, servicios y viviendas adecuadas, generándose un gran hacinamiento e insalubridad. Es en estos años cuando los barrios altos de Bilbao comienzan a configurar su estructura urbana y se van formando alrededor de las minas.

## Historia
La actividad minera trajo consigo unas determinadas formas de población, de construcción urbana, de relación social y manifestaciones culturales propias. El sector social obrero marcó durante un siglo la personalidad de la zona.

### Primero de mayo y la Gran huelga minera de 1890
La celebración del 1.º de Mayo se pacta durante el congreso de la II Internacional de París, en 1889. En Bilbao, el 1.º de Mayo de 1890, para subrayar su carácter festivo, se trasladó al 4 de mayo, que era domingo. El mitin que dio comienzo a la jornada se celebró en la plaza de la Cantera a las diez de la mañana, después de que el gentío que se había concentrado acogiese con aplausos una manifestación de unos 1.000 mineros procedentes de La Arboleda. 
El 13 de mayo, cinco obreros de la empresa La Orconera, pertenecientes al Comité Socialista de La Arboleda fueron despedidos por su destacada participación en la organización de la celebración del 1.º de mayo, lo que originó una gran huelga minera. Fue la primera que conoció Vizcaya y paralizó prácticamente todos los trabajos de la zona minera, de la zona fabril y del mismo Bilbao, acabando con victoria obrera el 17 de mayo. 

## Equipamientos de la plaza

### Edificio de la Cantera

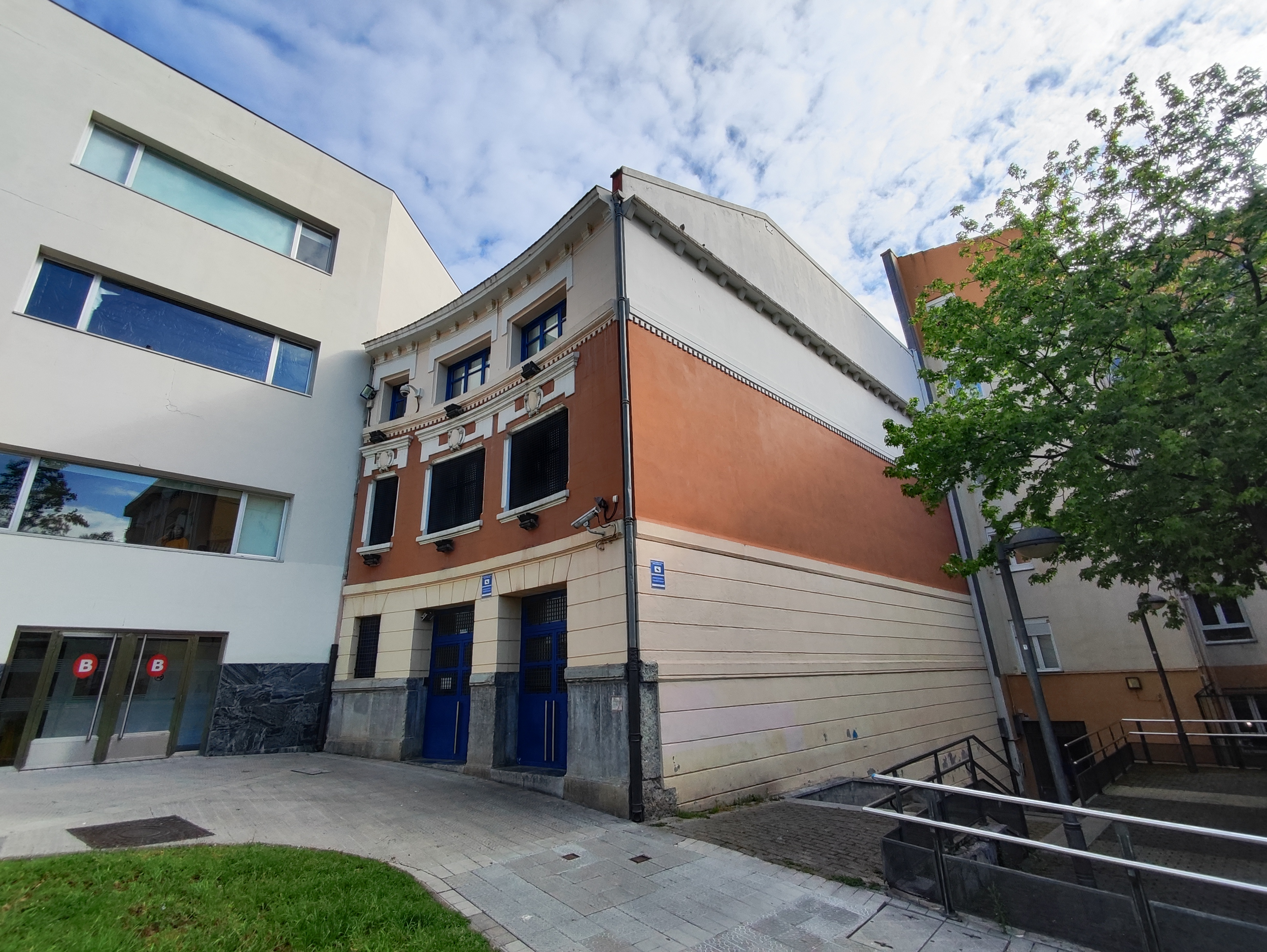
Acceso por la calle de la Concepción

Este edificio está situado en un ángulo de la plaza de la Cantera. Fue el arquitecto Ricardo Bastida quien diseñó en 1915 este sencillo edificio ecléctico con referencias modernistas. Su uso era compartido por la Comisaría de la Policía Municipal, que ocupaba la planta baja, y el Instituto de Higiene Especial. Esta distribución fue cambiada con base en una permuta de locales que acordaron la corporación y la Caja de Ahorros Municipal en el año 1930 puesto que, en un principio, cuando en el año 1918 fue inaugurado este edificio, las plantas primera, tercera y cuarta estaban destinadas a sucursal y almacenes del Monte de Piedad de la Caja de Ahorros Municipal. En aquellos primeros años solo la planta segunda, con acceso desde la calle de la Concepción, servía de sede al Servicio de Higiene Especial. 
Con el paso del tiempo, el edificio acabó perdiendo su carácter original, siendo destinado a diferentes usos municipales, entre ellos las oficinas de Lan Ekintza. La rehabilitación del edificio, realizada por SURBISA (Sociedad Urbanística de Rehabilitación de Bilbao, S.A.), ha permitido recuperar este edificio de interés para el conjunto del patrimonio arquitectónico del barrio de San Francisco.

#### Instituto de Higiene Especial de la Plaza de la Cantera
Desde finales del siglo XIX y debido al auge de la prostitución, el Ayuntamiento de Bilbao, presionado entre otros, por el estamento militar, impulsó la creación en la plaza de la Cantera de un servicio específico de higiene. Sería el antecedente del “Dispensario”, también llamado “Casa de Higiene Especial” en 1918,y posteriormente Hospital de Enfermedades Venéreas.
El Instituto de Higiene Especial comenzó a prestar servicio en 1925, aunque fue inaugurado el 1 de enero de 1930 y su función era el control de las enfermedades venéreas. Se atendía a las prostitutas censadas, pero también a los hombres que lo necesitasen. Fue testigo de la evolución de la prostitución en Bilbao. 
En la primera planta, con acceso desde la plaza de la Cantera, se encontraba la consulta de mujeres con dos salas de exploración, un despacho médico, sala de espera y una habitación dotada con una veintena de bidés. En la segunda planta, con acceso desde la calle de la Concepción se encontraba la consulta para hombres, dispuesta de tal forma que no pudieran verse con las mujeres de la planta inferior. En la planta tercera estaba ubicada la capilla y la zona de hospitalización, exclusivamente para mujeres y dotada con una docena de camas. En la última planta se encontraba la residencia para las monjas que atendían el hospital.   

En 1927, primer año del que se dispone de datos, el censo de mujeres que utilizaron el servicio osciló entre 231 y 260; se practicaron 22.881 reconocimientos profilácticos; fueron hospitalizadas por blenorragia 45 prostitutas y otras 50 por otras enfermedades venéreas. (Estadísticas del Servicio de Higiene Especial. Instituto Profiláctico Antivenereo).

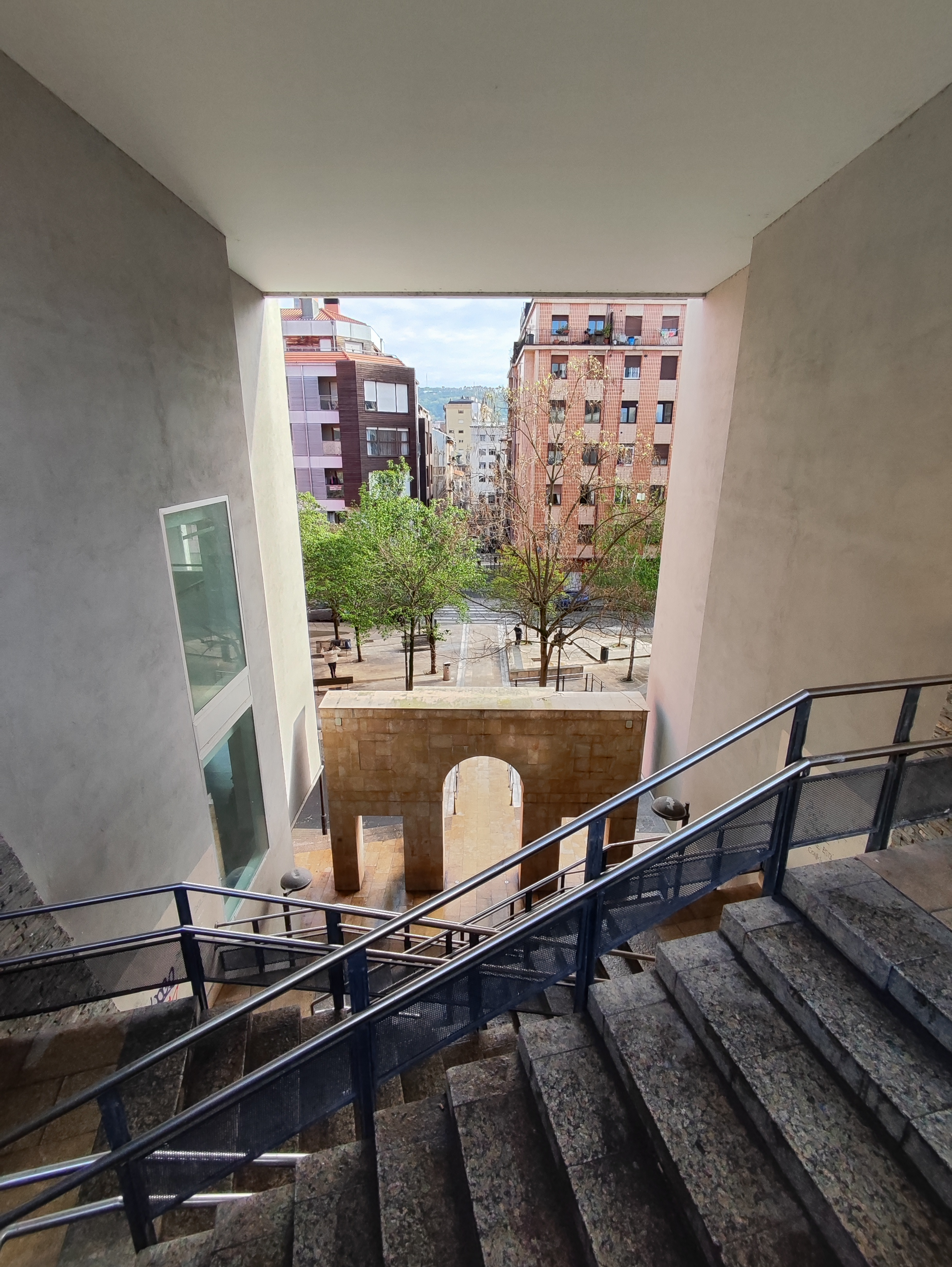
Escaleras plaza de la Cantera

Las trabajadoras sexuales tenían la obligación de realizar dos inspecciones sanitarias semanales en este hospital para conseguir el permiso para ejercer su oficio, y así se mantuvo hasta 1960, año en que se prohibió la prostitución.

### Escaleras
En 1885-1886 se construyó una escalinata que une la plaza de la Cantera con la calle Concepción. Fue diseñada por el ingeniero Ernesto Hoffmeyer Zubeldia  con un arco triunfal (con reminiscencias clásicas) para acceder a las escaleras desde el lado de la plaza y se adjudicó su construcción a Mariano Núñez.

### Teatro Romea
Inaugurado en 1885 estaba situado en la esquina de las calles Laguna y Gimnasio y contaba con catorce palcos. Posteriormente pasó a ser Café Concierto y Casa del Pueblo socialista.

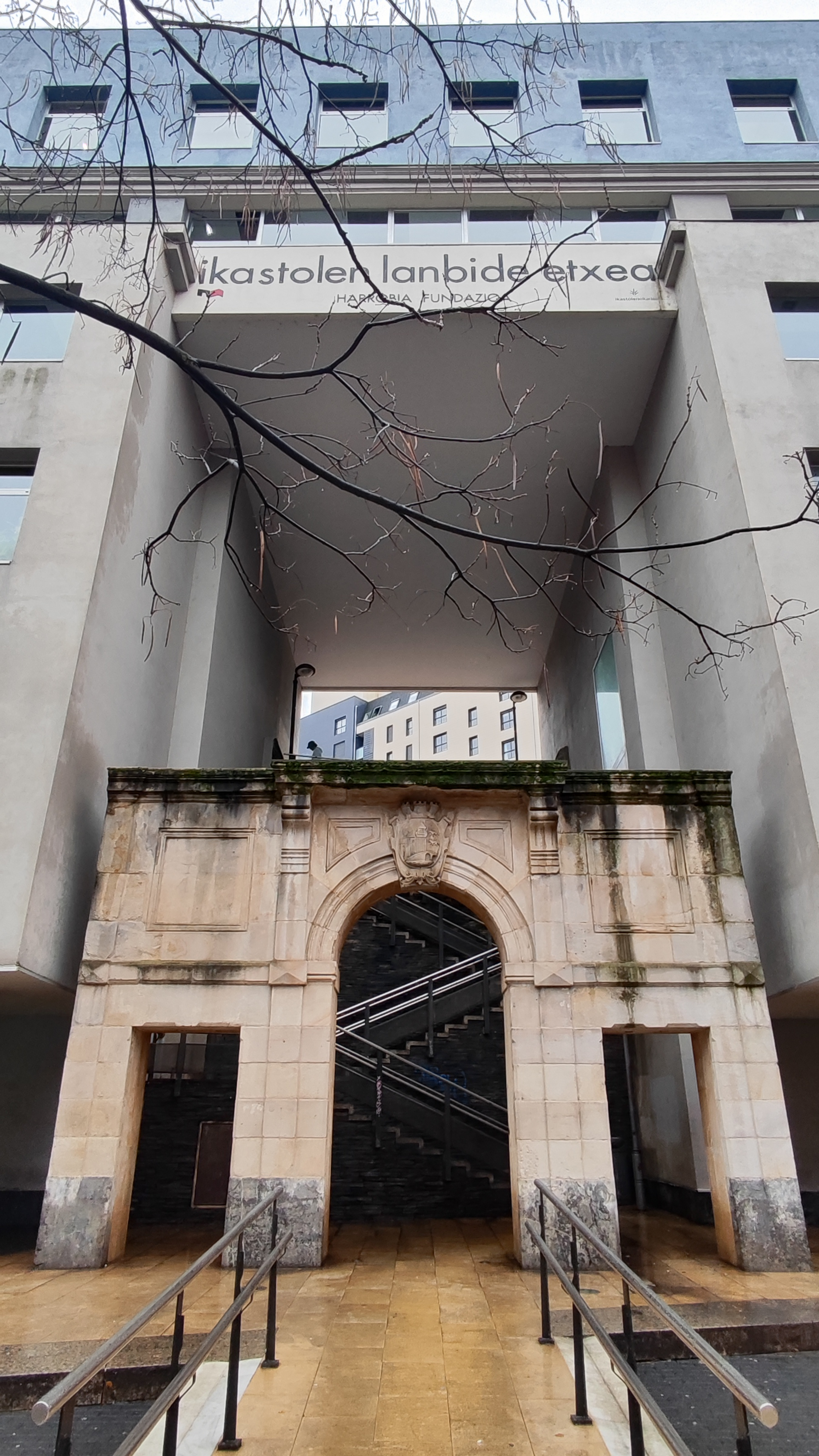
Arco de la Plaza de la Cantera

## Remodelación de la plaza
A finales del siglo XX el derribo de varios edificios que comprimían la plaza contribuyó a descongestionar esta zona del barrio. De aquellas edificaciones se ha conservado el arco triunfal obra de Ernesto Hoffmeyer Zubeldia.
En el año 2006 se inauguró la nueva plaza de la Cantera, junto con la apertura de la calle Gimnasio, tras la última remodelación urbanística. Para ello se derribaron cuatro edificios de viviendas y una nave industrial.  
En el edificio diseñado por Bastida se encuentra el Auzo Faktory La Cantera,donde se ubica Wikitoki.Además, en la plaza encuentra el Polo de Economía Social y Solidaria (Ekonopolo),Koop SF 34, la Ikastola Harrobia y el centro Hargindegi (de Cáritas).